# بروميليا خشنة
بروميليا خشنة (الاسم العلمي:Bromelia laciniosa) هو نوع نباتي يتبع جنس البروميليا من فصيلة البروميلية.